# Reggenza di Grobogan
La reggenza di Grobogan (in indonesiano: Kabupaten Grobogan) è una reggenza dell'Indonesia, situata nella provincia di Giava Centrale.